# Имануел Нобел
Имануел Нобел Млађи (швед. Immanuel Nobel den yngre; 24. март 1801 — 3. септембар 1872) је био шведски инжењер, архитекта, проналазач и индустријалац. Био је проналазач ротационог струга који се користи у производњи шперплоче. Био је члан породице Нобел и отац Роберта Нобела, Лудвига Нобела, Алфреда Нобела и Емила Оскара Нобела. Године 1827. оженио се мајком своје деце, Андриетом Ахлсел. Такође је често експериментисао са нитроглицерином са својим синовима, што је довело до смрти његовог сина Емила Оскара због експлозије у фабрици Хеленеборг у Стокхолму 1864.
Нобел се преселио у Русију из Шведске 1838. године, да би продао своје изуме у Санкт Петербургу, где је живео две деценије са породицом. У Санкт Петербургу је био везан за Евангеличко-лутеранску цркву Свете Катарине заједно са другим Швеђанима као што је Јохан Патрик Љунгстром, са којим је можда сарађивао.  Међу његовим успешним креацијама била је побољшана верзија подводне експлодирајуће мине која је лично заинтересовала руског цара Николаја I Павлович. Имануел је основао фабрику ратних залиха Fonderies et Ateliers Mécaniques Nobel Fils, што се показало као веома профитабилан посао. Међутим, смрт Николаја I Павловича 1855. године и крај Кримског рата 1856. године довели су до промене у руској политици и нови цар Александар II Николајевич је наредио озбиљно смањење војног буџета што је на крају довело Имануелову компанију у озбиљне економске потешкоће. Године 1859. техничко управљање Nobel Fils је пренето на Имануеловог сина Лудвига и овај се вратио у Шведску. Године 1862. Његови кредитори су коначно продали Имануелову фирму. 